# Lars Augustin Mannerheim
Lars Augustin Mannerheim, född 15 oktober 1749, död 18 mars 1835 i Stockholm, var en svensk friherre, ämbetsman, politiker och Sveriges förste justitieombudsman.

## Bakgrund och uppväxt
Lars Augustin Mannerheim, som  var son till översten friherre Johan Augustin Mannerheim (1706–1778) och Helena Maria Söderhielm, 
studerade vid Uppsala universitet från 1764 men fick redan efter två år tjänst som kanslist i rikskansliet. 1780–1781 for han och släktingen Carl August Ehrensvärd på resa i Europa.
Mannerheim gifte sig 1787 med Sophia Wadenstierna, som var dotter till statssekreteraren för krigsärendena Carl Eric Wadenstierna och Jacobina Lovisa Psilanderhjelm.

## I opposition
I politiskt avseende tillhörde Mannerheim oppositionen mot gustavianerna, och hans inställning skärptes under riksdagarna 1786 och 1789. 1789 och 1792 var han medlem av hemliga utskottet. Avversionen mot kungahuset var så stark att han lämnade ämbetsbanan för att i stället ägna sig åt jordbruk på hustruns gods Näs herrgård i Rö, Stockholms län. Vid sidan av jordbruket hade han förtroendeuppdrag som revisor i Bankoverket och fullmäktig i Jernkontoret.

## Efter statsvälvningen
Under 1809 års riksdag hade Mannerheim en framträdande roll som ordförande i konstitutionsutskottet. Han ansågs vara ledare för den informella gruppen "det konstitutionella partiet", senare kallat "mannerheimska partiet" eller "mannerheimska klubben". 10 maj 1809 höll han ett berömt tal, där han krävde att Gustav IV Adolf skulle uteslutas från tronen och tillika dennes ättlingar. I likhet med andra i oppositionen mot gustavianerna, försökte han verka för att aristokratin skulle få ökad makt och var motståndare till förslagen om reducerade privilegier för adeln. Den riddarhusordning som antogs 1810 var delvis Mannerheims verk.
1809 valdes han till justitieombudsman, som den förste att inneha den posten, och han tillträdde året därefter. Under den tiden formade han den praxis för ämbetet som riksdagens ombudsmän i mycket följt. Han blev dock allt mindre populär bland de liberala och gick i pension 1823 efter att ha utstått mycket skarp kritik från sin opposition.
1815 översatte han Benjamin Constants Om eröfrings-systemet och om usurpationen uti deras samband med odlingen i Europa.
14 januari 1835 invaldes han som ledamot nummer 443 av Kungliga Vetenskapsakademien.

## Eftermäle
Lars Augustin Mannerheim var en fruktad man som kallades "rakkniven" och "rikspiskan". Hans bitande sarkasmer var ökända, rösten sträv och uppsynen allvarsam.